# 다테 사부로
다테 사부로(Saburo Date, 1924년 3월 27일 ~ 1991년 9월 12일)는 일본의 배우이다.
오사카시에서 태어났다.

## 영화
- 빛나는 여자 (1987년)
- 태풍 클럽 (1985년)
- 신칸센 대폭파 (1975년)
- 하나오카 세이슈의 아내 (1967년)
- 검귀 (1965년)
- 여계가족 (1963년)
- 유키노조 변화 (1963년)
- 닌자 (1963년)
- 자토이치 2 (1962년)
- 소문의 여자 (1954년)
- 산쇼다유 (1954년)
- 게이샤 (1953년)
- 우게쯔 이야기 (1953년)